# Sender Kaliakra
Der Sender Kaliakra ist eine riesige, nie in Betrieb genommene Sendeanlage für Mittelwellenrundfunk, welche ab 1988 von der Sowjetunion am Kap Kaliakra in Bulgarien als Relaisstation für den südosteuropäischen Raum geplant war. Nach dem Zusammenbruch der kommunistischen Regime in Osteuropa 1989 bestand an der Anlage kein Bedarf mehr und die Arbeiten wurden eingestellt. Zu diesem Zeitpunkt waren bereits 9 der 10 geplanten Antennenmasten, die allesamt als geerdete abgespannte Stahlfachwerkkonstruktionen mit dreieckigem Querschnitt für die Aufnahme einer Reusenantennen ausgestattet wurden, fertiggestellt. Ihre Höhe liegt zwischen 145 und 172 Metern. Die Maste sollten je nach Bedarf als Richtantenne mit 2 Masten oder als stark bündelnde Richtantenne unter Verwendung von 8 Masten geschaltet werden können. Der Bau des 10. Mastes hatte zum Zeitpunkt der Einstellung schon begonnen. Einige der Masten waren schon mit Reusenantennen ausgestattet, andere nicht.
Der bulgarische Rundfunk zeigte an der Anlage kein Interesse, da er selbst über zahlreiche leistungsfähige Mittelwellensendeanlagen (u. a. in Wakarel, Plewen, Widin) verfügt. 1993/94 wurden ergebnislose Verhandlungen über die Nutzung der Anlage durch Auslandsdienste wie Voice of America, der BBC und der Deutschen Welle geführt. 
2001 wurde versuchsweise die Station als Langwellensender für den bulgarischen Rundfunk genutzt. Im Jahr 2005 wurden auf 2 Masten Sendeantennen für UKW-Rundfunk installiert, welche auf 98,2 MHz das Programm von Radio Warna mit 500 W ERP und das von Dalik Kaliakra mit 1 kW ERP auf 99,3 MHz abstrahlen.
Am 7. Mai 2005 wurden neue UKW-Sender der Sendung Horizon und Radio Varna des bulgarischen Nationalradios, die sich auf zwei der nicht ausgerüsteten Masten befinden, offiziell eröffnet. Am 21. Juli 2005 wurde ein Sender von Darik Radio in Betrieb genommen. Von hier aus ausgestrahlte Radioprogramme sind in der Dobrudscha, entlang der gesamten nördlichen Schwarzmeerküste sowie in Teilen Rumäniens, der Ukraine und Moldawiens zu hören.